# KNX-Standard

Das Logo des Standards

KNX ist ein Feldbus zur Gebäudeautomation. Der Name KNX entstand als Verkürzung aus dem vorübergehenden Namen KONNEX, wobei dies von lateinisch connexio ‚Verbindung‘ abgeleitet war. Auf dem Markt der Gebäudeautomation ist KNX der Nachfolger der Feldbusse Europäischer Installationsbus (EIB), BatiBus und European Home Systems (EHS). Technisch ist KNX eine Weiterentwicklung des EIB durch Erweiterung um Konfigurationsmechanismen und Übertragungsmedien, die ursprünglich für BatiBus und EHS entwickelt wurden. KNX ist mit EIB kompatibel.

## Historie
Bereits Mitte der 1980er Jahre sind die ersten Überlegungen zur Anwendung der Bustechnologien für die elektrische Installationstechnik und zur Gebäudetechnik parallel von verschiedenen Firmen angeregt worden. Die Markteinführung von herstellerspezifischen Systemen hätte einer breiten Marktdurchdringung im Wege gestanden und dem Bauherren die unterschiedlichsten proprietären „Standards“ und „Systeme“ geboten. Daraufhin hatten sich führende Hersteller der elektrischen Installationstechnik 1990 im Rahmen der European Installation Bus Association (EIBA) mit der Zielsetzung zusammengeschlossen, einen Standard in den Markt einzuführen. Dieser Standard garantierte die Kompatibilität und Interoperabilität der verschiedenen Geräte und Systeme unterschiedlicher Hersteller aus vielen Bereichen, sowohl der Elektroinstallationstechnik, als auch anderer Bereiche wie Klima & Lüftung oder Hausgeräte.
Gründungsmitglieder waren Berker, Jung, Gira, Merten und Siemens. Der Europäische Installationsbus (EIB), auch Instabus, in der aktuellen Version als KNX-Standard.
- Er beschreibt, wie bei einer Installation Sensoren und Aktoren in einem Haus miteinander verbunden werden können,
- Er legt fest, wie Sensoren und Aktoren miteinander kommunizieren müssen (das Protokoll).

1996 starteten die drei europäischen Organisationen BatiBUS Club international (BCI), European Installation Bus Association (EIBA) und European Home System Association (EHSA) den Konvergenzprozess, um einen gemeinsamen Standard für die Anwendungen in der Gebäudeautomation in kommerziellem und Wohnbau-Markt zu finden. Im Jahre 1999 unterzeichneten neun führende europäische Unternehmen aus der elektrotechnischen und Gebäudemanagementindustrie die Statuten der neuen Organisation. Die Gründungsmitglieder der KNX-Association (übergangsweise zunächst als Konnex-Association bezeichnet) sind: Albrecht Jung, Gira, Bosch Telecom, Delta Dore, Électricité de France, Electrolux, Hager Group, Merten, Siemens (Bereich AD ET), Siemens Building Technologies, Landis&Staefa Division.
Im Frühjahr 2002 wurde die Spezifikation von KNX veröffentlicht, im November 2003 in die europäische Norm EN 50090 übernommen und im November 2006 diese Norm als internationale Norm ISO/IEC 14543-3 akzeptiert.
So ging aus der KNX Association der „Instabus“ oder KNX-Standard hervor, wobei die offizielle Bezeichnung nur noch KNX lautet. Der KNX-Standard ist ein offener Standard, dem sich mittlerweile mehr als 400 Firmen weltweit angeschlossen haben.
KNX Deutschland e. V. wurde am 27. Juni 2022 in Frankfurt gegründet.

„Mitglied werden können Unternehmen und Verbände aus den Segmenten Hersteller, Handel, Architektur und Planung, Handwerk und Systemintegration, Bildung und Wissenschaft sowie Betreiber und Investoren von Immobilien.“

## Offener Standard
KNX ist, anders als viele vergleichbare Lösungen und Konkurrenzprodukte, nicht proprietär, sondern ein sog. offener Standard. Die Dokumente, welche den Standard und notwendige Details zur Implementierung von kompatiblen Geräten bzw. kompatibler Software beschreiben, sind jedem nach Registrierung zugänglich.
Bestimmte Aspekte, z. B. der KNX Secure Standard, sind zwar über Organe wie die Internationale Organisation für Normung standardisiert, aber nur gegen Schutzgebühren zugänglich.
Trotz des offenen Standards gibt es diverse Einstiegshürden für Hersteller und Anwender, z. B.:
- Zertifizierungsprozesse, um Kompatibilität zu garantieren und Produkte mit dem offiziellen KNX Logo verkaufen zu dürfen.
- Kosten für die Aufnahme der Produkte eines Herstellers in den Online-Katalog, um einfachen Zugriff für Anwender zu gewährleisten.
- Kosten für die Software-Lizenz, um KNX-Projekte verwalten und Geräte parametrieren zu können.

Außerdem gibt es faktisch nur eine Software, namentlich Engineering Tool Software (ETS), um KNX-Geräte zu parametrieren und damit KNX-Projekte umzusetzen.

## Ausführung
Nachdem erste Produkte gemäß diesem Standard 1991 am Markt angeboten wurden, sind es nahezu 7000 Produktgruppen mit einem Vielfachen an unterschiedlichen Produkten von über 400 Firmen geworden. Diese Produkte decken die verschiedenen Gewerke und Anwendungen im Gebäude unter Wahrung der Austauschbarkeit der Produkte ab, sodass sie in einer mit dem KNX ausgeführten Anlage zusammenwirken können. Mittlerweile ist KNX der erste offene Weltstandard für Haus- und Gebäudeautomation. Geregelt wird dies in Europa seit 1994 in der EN 50090. Die Standardisierung durch die ISO ist als Standard ISO/IEC 14543-3 erfolgt.
Der KNX steuert die Beleuchtung und Jalousien beziehungsweise Beschattungseinrichtungen, die Gebäudeheizung sowie die Schließ- und Alarmanlage. Mittels KNX (EIB) ist auch die Fernüberwachung und -steuerung eines Gebäudes möglich. Eine Steuerung erfolgt dabei über einen Benutzer oder über einen mit entsprechender Software ausgerüsteten Computer. Ursprünglich auf Objektbauten konzipiert, findet KNX auch zunehmend in Wohngebäuden und Einfamilienbauten Anwendung. Dem Trend zur Übertragung von mehr Informationen aus Kameras, Sensoren, Sprache und Medien kann KNX nicht folgen. Diese müssen über gesonderte Netzwerke übertragen werden.
Während in Objektbauten die Stärke von KNX in einer dezentralen Verkabelung betriebswirtschaftlich hilfreich ist, setzte sich im Kleingebäudebereich eher eine zentralisierte Verkabelung durch (Führung aller Sensor- und Aktorleitungen an einen oder zwei zentrale Punkte). Der Trend zur All-IP-Lösung im Gebäudebau (VoIP) veränderte den Markt. Die zunehmende Tendenz zum Einsatz einer Logik (Server, Visualisierung) sorgt für eine starke Zunahme von SPS im Gebäudebau. Einige Hersteller von SPS bieten Gateways zu KNX an, um beide Welten zu verbinden.
KNX wird derzeit vor allem bei neuen Gebäuden installiert, kann jedoch bei der Modernisierung von Altbauten nachträglich eingebaut werden. Es werden bereits bei preiswerten Fertighäusern KNX-Netze in das Gebäude standardmäßig integriert.
Höhere Datenraten insbesondere aus dem Medienbereich (Multiroom) erfordern andere Vernetzungskonzepte die oft weniger verlässlich sind. Ein wesentliches Merkmal und Vorteil von KNX ist und bleibt die sehr sichere und offene Busarchitektur. KNX-gesteuerte Gebäude können ein Jahrzehnt und länger betrieben werden ohne Anpassung, Neustart, oder Wartung zu benötigen.

## Technische Grundlagen
In herkömmlichen Elektroinstallationen sind die Steuerfunktionen mit der Energieverteilung fest verbunden und erfolgen mittels Aus-, Wechselschaltungen oder einfachen Tasterschaltungen. Nachträgliche Schaltungsänderungen sind daher schwierig umzusetzen. Auch übergeordnete Steuerfunktionen wie ein zentrales Schalten aller Beleuchtungsstromkreise in einem Gebäude können nur mit hohem Aufwand realisiert werden.
KNX in der typischen Installationsvariante mittels Twisted Pair Leitungen (KNX TP) trennt die Gerätesteuerung und die Stromversorgung voneinander, sodass es zwei Netze gibt – das Stromnetz zur Stromversorgung mit Wechselspannung und das Steuerungsnetz (=KNX-Bus) mit einer Nennspannung von 24 V Gleichspannung (der Arbeitsbereich des Steuerungsnetzes liegt zwischen 21 V und 30 V Gleichspannung). Beide Netze können unabhängig voneinander oder parallel im Haus verlegt werden.
Es existiert auch eine Powerline-Variante (PL), bei der die Steuersignale über ein phasengekoppeltes Stromnetz gesendet werden. KNX Powerline ist in erster Linie für die nachträgliche Installation gedacht. Es können gemeinhin alle Geräte über den Bus miteinander verbunden werden und so Daten austauschen. Die Funktion der einzelnen Busteilnehmer wird durch ihre Programmierung bestimmt, die jederzeit verändert und angepasst werden kann.
Die Geräte unterschiedlicher Hersteller können dabei uneingeschränkt miteinander in einem System eingesetzt werden, sofern sie die entsprechende Zertifizierung durch die KNX Association besitzen.

### Technik des KNX-Netzes

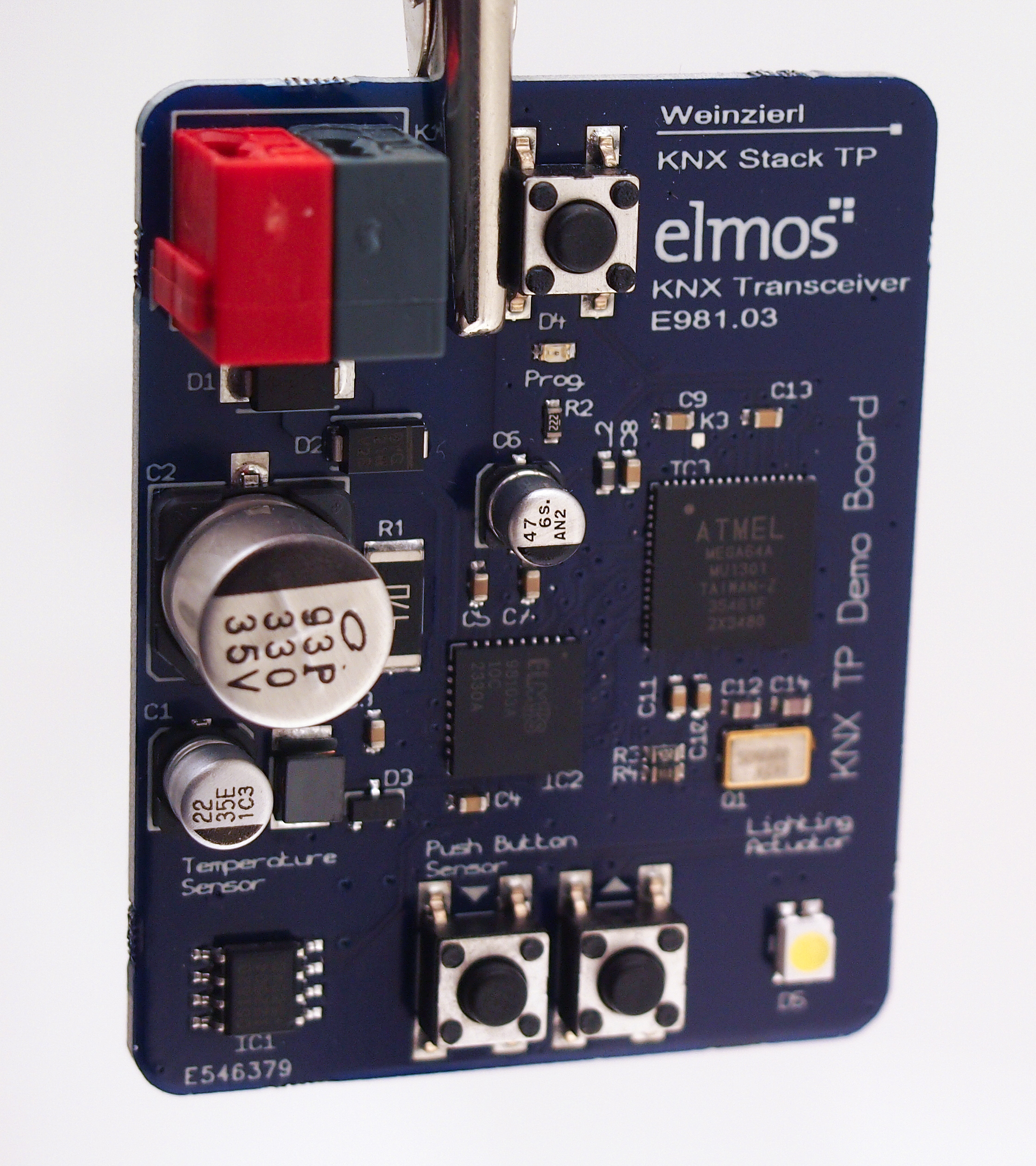
KNX-Transceiver-Board von Elmos (2014)

Zwischen dem Verbraucher (zum Beispiel Elektrogerät, Lampe, Fensteröffner) und der Netzspannung wird ein Steuerungsgerät, „Aktor“ genannt, eingebaut. Der Aktor ist an den KNX-Bus angeschlossen und erhält von diesem Daten in Form von Telegrammen. Diese Telegramme stammen entweder direkt von einem Sensor (zum Beispiel Schalter, Helligkeits-, Temperatur- oder CO2-Konzentrations-Sensor) oder aber indirekt von einem Computer, welcher etwa zeitgesteuerte Schaltungen regelt und sonstige Auswertungen von Sensordaten je nach Programmierung übernimmt und Aktoren entsprechend ansteuert.
Erhält ein Aktor den Befehl, dem Verbraucher Spannung zuzuführen, so schaltet er die Netzspannung an das Gerät durch.
Die Busleitung (Bezeichnung beispielsweise J-Y (St) Y 2x2x0,8 EIB oder YCYM 2x2x0,8) besteht in der Regel aus zwei Adernpaaren (rot-schwarz und weiß-gelb), wovon jedoch nur rot-schwarz verwendet wird. Die Busleitung muss wenigstens IEC 189-2 oder der äquivalenten nationalen Bestimmung entsprechen. Die Leitungen mit den zuvor genannten Bezeichnungen werden diesbezüglich empfohlen. Allerdings sind ebenso weitere Leitungen wie JH(St)H 2x2x0,8 bzw. A-2Y(L)2Y 2x2x0,8 zulässig. Der Leitungsdurchmesser ist im Allgemeinen 0,8 mm und darf maximal 1 mm betragen. Bei allen Leitungen sind die Verlegevorschriften einzuhalten, wobei die sogenannte zertifizierte EIB-(KNX-)Leitung (YCYM) auch direkt neben 230 V und 400 V Wechselspannungsleitungen verlegt werden darf.
Die KNX-Anlage wird von einer Spannungsversorgung über eine Drossel mit 30 V Gleichspannung versorgt. Diese Spannung versorgt die Busankoppler, über die jedes KNX-Gerät mit den anderen vernetzten KNX-Geräten kommuniziert. Durch das CSMA/CA-Prinzip (für Funkübertragungen) bzw. das CSMA/CR-Prinzip (für kabelgebundene Übertragungen) werden Telegrammverluste im Falle von Bus-Kollisionen vermieden. Der KNX-Bus kommuniziert mit einer Übertragungsrate von 9,6 kbit/s, was bei korrekter Programmierung auch für mehrere 10.000 Geräte ausreichend ist. Durch die Verbreitung von Ethernets wurden zeitnah IP-KNX-Koppler entwickelt, welche übergeordnete Linien (Bereichslinien) auch über deutlich schnellere Ethernetverbindungen kommunizieren lassen und der Bus somit die höheren Übertragungsgeschwindigkeiten nutzen kann. Dadurch wurde auch die vorher maximale Größe von 15 Bereichslinien mit 15 Linien und bis zu 255 Bus-Teilnehmern (Aktoren, Sensoren) erweitert.

### Vorteile von KNX-Netzen
Durch Parametrierung über die Engineering-Tool-Software (ETS, siehe Steuerung und Programmierung) kann jeder Eingang (Sensor) jedem Ausgang (Aktor) zugeordnet werden. Dies erfolgt über Gruppenadressen. Geräte mit gleicher Gruppenadresse hören aufeinander und können beispielsweise gleichzeitig ein- oder ausgeschaltet werden. Die Busteilnehmer besitzen außerdem jeweils eine eigene eindeutige physische Adresse. So kann etwa ein Schalter, der vorher noch zum Anschalten einer Deckenleuchte bestimmt war, innerhalb kurzer Zeit zum Einschalten der Gartenbewässerung umprogrammiert werden. Ebenso kann jede KNX-Installation verschiedene Sensordaten abfragen. Beispielsweise können die Daten des Windmessers genutzt werden, um Jalousien oder Markisen einzufahren oder Fenster und Türen bei einer bestimmten Windstärke automatisch zu schließen. Welche Aktionen erfolgen sollen, lässt sich dabei durch Programmierung der Anlage flexibel festlegen. Dabei können auch verschiedene Gewerke miteinander verbunden werden. Heizung, Belüftung, Alarmanlage, Jalousie bzw. Beschattungsanlagen, Beleuchtung und Wetterstation können so über ein einheitliches Netz kommunizieren und selbständig auf sich verändernde Umweltbedingungen reagieren. Zusätzlich ist es möglich, über Gateways weitere Gewerke einzubinden. Dadurch, dass alle Schalter und Sensoren über ein geschleiftes Buskabel miteinander verbunden sind, vereinfacht sich der Verkabelungsaufwand. Alle Zuleitungen der anzusteuernden Verbraucher, z. B. Leuchten, Jalousien, Motoren usw., werden direkt zur elektrischen Verteilung gezogen.

### Nachteile von KNX
Im Vergleich zur herkömmlichen Elektroinstallation ergeben sich höhere Anschaffungskosten. Daneben sind größere Verteiler notwendig, um die Koppler bzw. die Stromversorgung des Busses aufzunehmen. Ebenso müssen die Aktoren und Sensoren platziert und in der Regel auch verdeckt werden. Es können sich Kostenvorteile ergeben, wenn verschiedene Gewerke (Heizung, Lüftung, Sanitär, Elektro usw.) miteinander kombiniert werden, da auf andere Regelungen verzichtet werden kann. Eine Signalübertragung von Kameras, Sprechanlagen, Multiroom-Systemen u. ä. ist wegen der geringen Datenrate von KNX nicht möglich. Im Idealfall hat jeder Raum nur eine Zu- und Busleitung, wobei dann erst im Raum auf einzelne Verbraucher verteilt wird.
Einer möglichen Energieeinsparung durch die zentrale Steuerung steht der eigene Stromverbrauch des KNX-Busses gegenüber. Pro Aktor oder Sensor ist mit 5 bis 8 mA Strombedarf zu rechnen. Daher sollten Aktoren und Sensoren mit möglichst hoher Portdichte verwendet werden. Damit wird der anteilige Stromverbrauch pro geschalteter oder überwachter Funktion gesenkt. Gleichzeitig sind bei großer Portdichte die anteiligen Kosten am Businterface niedriger, der Preis pro Port also geringer. Mit der Verbreitung von Energiesparleuchten sinkt das Potential der Energieeinsparung durch automatische Lichtschaltfunktionen (Präsenzmelder).
Spezialisierte Teilaufgaben wie die exakte Farbsteuerung von Vollfarb-LEDs sind mit KNX möglich, allerdings haben sich in der Industrie andere Standards, insbesondere DALI, durchgesetzt. Hierfür gibt es KNX-DALI Gateways. Andere Protokolle wie zum Beispiel DMX verfolgen ähnliche Ziele.
Die Daten werden im KNX-Bus unverschlüsselt übertragen. Insbesondere Bus-Leitungen, die aus der gesicherten Gebäudehülle ins Freie führen (z. B. Außenschalter), stellen ein erhebliches Sicherheitsrisiko dar. Die KNX Association hat hierauf reagiert (KNX Data Secure), wobei entsprechend ausgerüstete Produkte bislang kaum erhältlich sind und der Anteil an den verbauten Komponenten unter 0,1 % liegt.

### Weiterentwicklung und Zukunft
Ursprünglich auf Objektbauten fokussiert, findet KNX auch zunehmend in Wohngebäuden und insbesondere Einfamilienbauten Anwendung. Dies sorgt für eine erhöhte Nachfrage von Komponenten in diesem Bereich, jedoch auch für eine fokussiertere Entwicklung von Geräten und Software auch für den privaten Endanwender. Andererseits verliert KNX im Objektbau an andere Systeme, z. B. EnOcean, ZigBee für einfache Schalter, die einem übergeordneten System (z. B. Bacnet, Modbus) zugeordnet sind.
Während in Objektbauten die Stärke von KNX in einer dezentralen Verkabelung betriebswirtschaftlich hilfreich ist, setzte sich im Kleingebäudebereich eher eine zentralisierte Verkabelung durch (Führung aller Sensor- und Aktorleitungen an einen oder wenige zentrale Punkte).
Der Trend zur All-IP-Lösung im Gebäudebau verändert den Markt nachhaltig und strahlt in den privaten Sektor zunehmend aus, wie dies insbesondere im Bereich VoIP bereits erfolgt ist. Die zunehmende Tendenz zum Einsatz einer Logik (Server, Visualisierung) sorgt für eine starke Zunahme von SPS im Gebäudebau. Einige Hersteller von SPS bieten Gateways zu KNX an, um beide Welten zu verschmelzen, wobei jedoch die KNX-Komponenten hauptsächlich im Sinne von Ein- und Ausgabekanälen ohne Nutzung eigener Intelligenz herangezogen werden. Damit entspricht KNX hier nur einer kabelsparenden Installationsweise. Zudem erschienen speziell für Gebäudetechnik angepasste SPS.
Der Versuch, mittels KNX-RF+ den Markt der funkbasierten Lösungen, die insbesondere für den lukrativen (und sehr großen) Nachrüstmarkt gefordert sind, zu bedienen, besteht ([veraltet]Stand 2016) aus im Vergleich zu anderen funkbasierten Systemen (Homematic, Qivicon, ZigBee, Z-Wave) kosten- und funktionsseitig nicht konkurrenzfähigen Tastsensoren und Aktoren.
Eine Ausdehnung in die USA ist aktuell erschwert, da dort traditionell viele Smart-Home-Systeme mittels X10 (Powerline) arbeiten und die Nachfolgetechnik (bspw. Insteon) ebenfalls powerlinebasiert ist. Im asiatischen Bereich ist der PLC-Bus (ebenfalls powerlinebasiert) verbreitet, der auch dort den Ausbreitungen von KNX (unabhängig von seinen eingeschränkten technischen Möglichkeiten) enge Grenzen setzt.

## Beispiele für die Verwendung von KNX

### Beispiel „Einschalten einer Deckenleuchte“

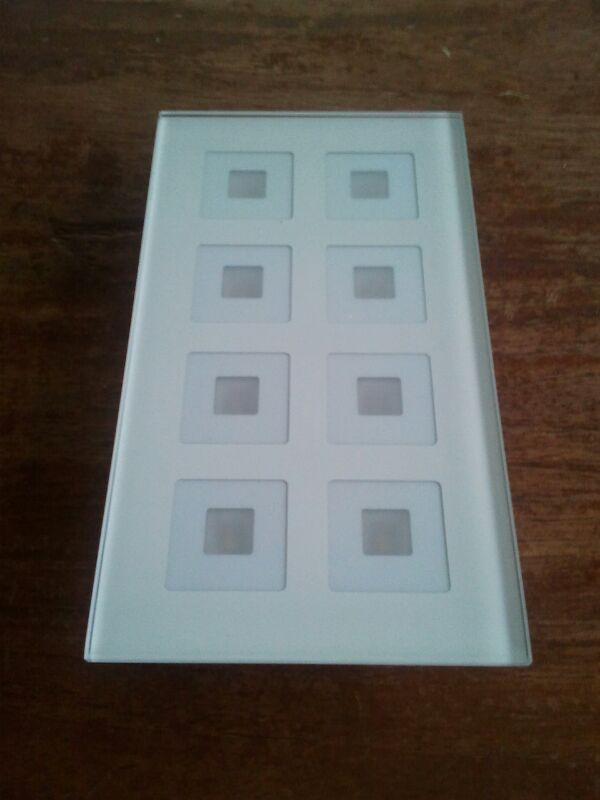
KNX Glastaster

In der Regel wird der Befehl, die Deckenleuchte einzuschalten, durch einen „normalen“ Lichtschalter erteilt. Eine Person drückt den Schalter, und das Licht geht an. Der Anschalt-Befehl kann jedoch auch kumulativ über Sensoren erfolgen. Ein Lichtsensor misst zum Beispiel bei Abenddämmerung, dass die Lichtintensität im Raum abnimmt. Daher erteilt er den Befehl an die Deckenleuchte zum Einschalten. Ebenso könnte er jedoch in der Dämmerung kontinuierlich die Deckenleuchte immer heller werden lassen. Wenn die Sonne vollständig untergegangen ist, leuchtet die Leuchte mit maximaler Helligkeit. Mit dieser kontinuierlichen Dimmung wird das Zimmer dann konstant hell gehalten. Befinden sich mehrere Deckenleuchten im Raum, so können verschiedene Beleuchtungsszenarien programmiert werden, sofern jede einzelne Deckenleuchte separat über Aktoren angeschlossen wurde. Auch diese können dann über einen regulären Schalter eingeschaltet werden. Über einen Zentral-Computer lassen sich auf diesen Schalter im Raum beliebige Beleuchtungsarten programmieren, da sich dann jede einzelne Leuchte ansteuern lässt.

### Beispiel „Öffnen/Schließen von Fenstern“
In einem Raum befinden sich drei Fenster. Diese haben einen automatischen Öffnen/Schließen-Mechanismus. Über einen im Raum montierten Schalter kann jedes beliebige Fenster oder alle gemeinsam auf Tastendruck geöffnet werden. Zusätzlich kann in dem Raum ein Luftgüte-Sensor installiert werden. Ist in diesem Raum schlechte/stickige Luft, so wird eines oder alle Fenster automatisch geöffnet und der Raum wird durchgelüftet. Danach werden die Fenster wieder automatisch geschlossen. Daneben kann dies mit einem Regensensor kombiniert werden. Registriert der Regensensor im Außenbereich Regen, so kann über das EIB-Netz der Befehl erteilt werden, alle Fenster zu schließen.
Unproblematisch können diese Funktionen auch mit anderen Systemen (=Gewerken) kombiniert werden. Denkbar ist eine Koppelung mit der Schließanlage. Wird die Haustür abgeschlossen, so werden alle noch offenen Fenster in dem Haus automatisch geschlossen. Denkbar ist auch eine Kombination mit einem Erdgas-Sensor. Tritt Erdgas aus einer Erdgas-Leitung aus und konzentriert sich etwa im Aufstellungsraum der Heizung, so kann dies ein Erdgas-Sensor registrieren. Automatisch werden dann alle relevanten Fenster geöffnet, damit sich das Erdgas verflüchtigt. Damit wird eine Gas-Explosion verhindert. Zusätzlich kann ein elektrisch steuerbarer Verschluss die Erdgas-Hauptleitung verschließen, damit kein weiteres Gas in den Raum nachfließt.

### Zusammenfassung
Mittels KNX lassen sich
- Beleuchtung
- Beschattung
- Heizung
- Klima
- Lüftung
- Alarm
- Information
- Fernzugriff (über Handy, Smartphone, Telefon, Internet)
- Zentrales Steuern des Hauses

integriert zusammenschalten.

## Struktur des KNX

### Physische Struktur

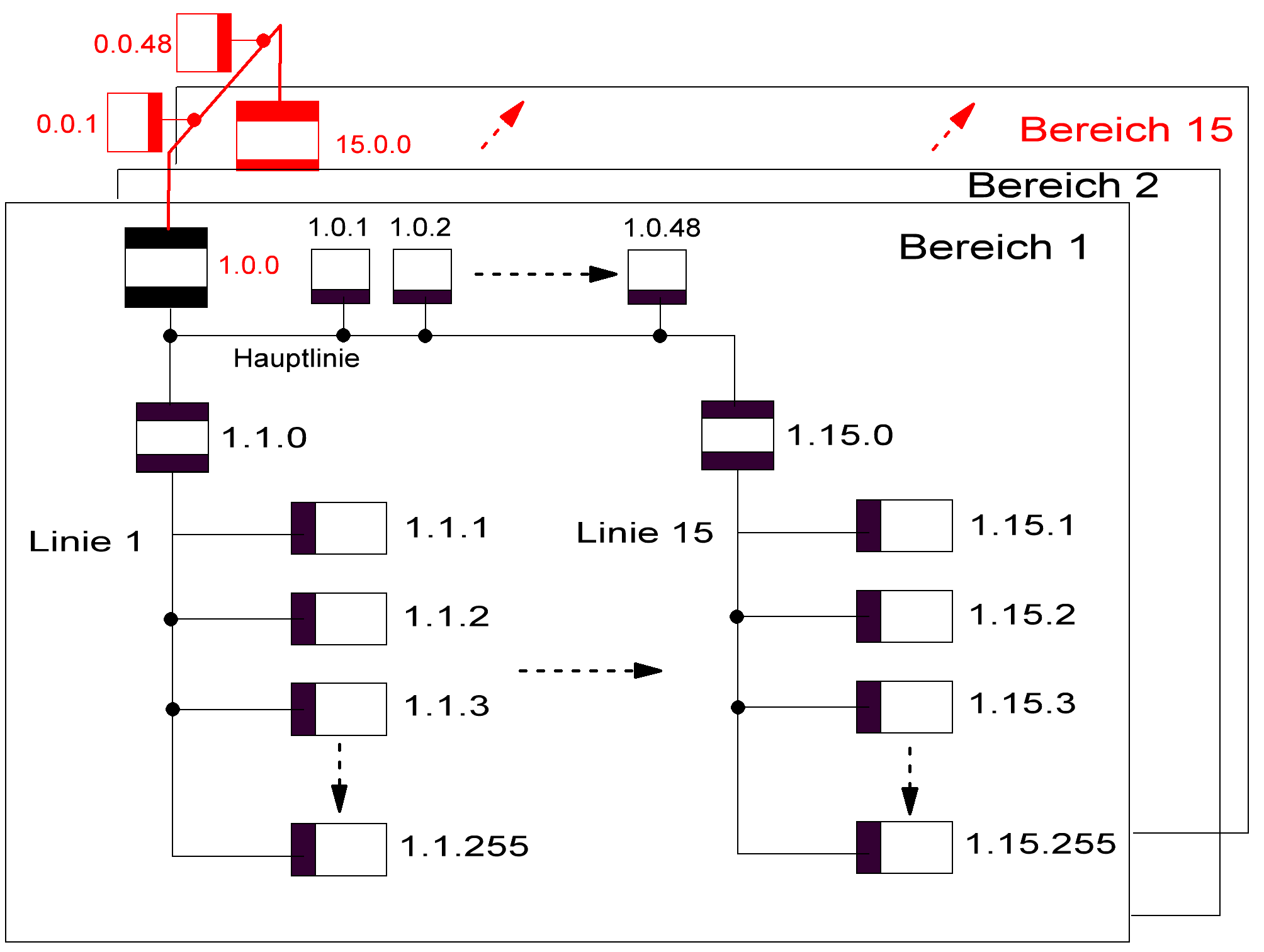
Maximale KNX-„Welt“

Der KNX ist aufgeteilt in 15 Bereiche mit jeweils 15 Linien und maximal 255 Teilnehmern pro Linie. Benötigte aktive Koppler zählen als Teilnehmer und verringern damit die maximale Teilnehmerzahl. Somit können bis zu 57.375 Busteilnehmer einzeln gesteuert werden. Damit bezeichnet zum Beispiel die physische Adresse 8.7.233 in Bereich 8, Linie 7, den Teilnehmer 233. Koppler erhalten stets die Teilnehmernummer 0, z. B. die physische Adresse 8.7.0.
Pro Linie können normalerweise 64 bzw. bei Nutzung von Linienverstärkern bis zu 256 Busteilnehmer (TLN) angeschlossen werden. Für diese bis zu drei möglichen Linienverstärker sind die Adressen x.x.64, x.x.128 und x.x.192 reserviert. Diese Reservierung ist jedoch nur empfohlen und keine Festlegung. Die Linienverstärker können jede mögliche Adresse im Bereich x.x.1 bis x.x.255 zugeteilt bekommen. Ebenso können alle möglichen verfügbaren Adressen auf die Linie selbst (der Teil, welcher über den Koppler „nach oben“ angebunden ist, nennt man weiter „Linie“), sowie die drei, an diese Linie gekoppelten Segmente, verteilt werden. Die Segmente müssen aber immer direkt an die Linie gekoppelt werden. Es dürfen also keine Linienverstärker kaskadiert werden. Ebenso dürfen keine Linienverstärker in die Bereichslinien oder gar die Hauptlinie (Backbone) eingefügt werden. Jedes Segment der Linie benötigt eine eigene Spannungsversorgung, beim Ausbau auf 256 Teilnehmer also vier Spannungsversorgungen.
Bei der ausschließlichen Verwendung von Geräten mit Übertragungsbausteinen der „Klasse“ TP-256, können die Linienverstärker komplett weggelassen werden, da diese die Telegrammqualität viel geringer beeinträchtigen, als es die Bausteine der „Klasse“ TP-64 tun. Vereinfacht ausgedrückt: Von der verfügbaren „kapazitiven“ Qualität von 256 „Einheiten“, dekrementiert also jedes TP-64-Gerät 4 „Einheiten“ und jedes TP-256-Gerät nur eine „Einheit“. Sind die verbleibenden „Einheiten“ aufgebraucht, so ist eine Segmentierung erforderlich. Leider ist die Dokumentation der Hersteller, welche Geräte zur TP-64 bzw. zur TP-256-Klasse gehören, noch sehr mangelhaft.
Um Linien in ihrer Struktur zu erweitern, können sie über Linienkoppler mit der sogenannten Hauptlinie verbunden werden. Eine Hauptlinie verbindet maximal 15 Linien miteinander und bildet einen Bereich. Die Hauptlinie selbst braucht wiederum mindestens eine Spannungsversorgung und kann noch zusätzlich maximal 63 TLN plus einem Linienkoppler beinhalten. Jeder angeschlossene Linienkoppler verringert jedoch die Anzahl der möglichen Geräte auf der Hauptlinie, sodass bei maximalem Ausbau von 15 Linien nur noch 48 Geräte in die Hauptlinie passen (63-15=48).
Über eine Bereichslinie (Backbone) können die maximal 15 Bereiche miteinander verbunden werden. Auch die Bereichslinie benötigt mindestens eine eigene Spannungsversorgung. Es können zusätzlich noch weitere 63 Teilnehmer auf der Bereichslinie eingebunden werden.
Auf den übergeordneten Linien, Hauptlinien und Bereichslinie, werden meist Geräte, die Zentralfunktionen bieten, eingebunden. Dies sind physikalische Sensoren, eine Visualisierung, Logikkomponenten und Aktoren in Verteilern, die Schaltausgänge für Sensoren aus verschiedenen Linien zur Verfügung stellen.
Die Spannungsversorgungen sind in den folgenden Größen verfügbar: 160 mA, 320 mA, 640 mA, 960 mA und sogar 1280 mA, wobei die Baugröße 640 mA als „Quasistandard“ bezeichnet werden kann. Bei einer gemittelten Stromaufnahme der Geräte von etwa 10 mA ergibt sich auch hier die Teilnehmeranzahl von 64 pro Linie (63 + 1 Koppler). Die Spezifikation begrenzt die Stromaufnahme eines Gerätes auf 12 mA, meist nutzen die Geräte aber nur rund 5–6 mA. Somit kann man im Durchschnitt mit etwa 10 mA pro Gerät kalkulieren und ist in der Regel noch im absolut sicheren Bereich. Es existieren aber auch Geräte, mit deutlich höherem Energiebedarf, z. B. Bedienelemente mit Displays oder Schaltaktoren mit sehr vielen Schaltkanälen. Dort wird häufig beim Strombedarf „2 Gerätelasten“ o. Ä. angegeben. Sollten in einer Linie mehrere dieser Geräte geplant werden, so empfiehlt es sich, den Strombedarf genauer zu berechnen. Es sind auch Stromversorgungen verfügbar, welche über LED-Anzeigen oder Displays den aktuellen Strombedarf anzeigen oder auch per Datentelegramm versenden können. Während normale KNX-Spannungsversorgungen als Systemgeräte nicht adressiert werden müssen, benötigen die intelligenten Stromversorgungen aber sowohl eine Programmierung bzw. Inbetriebnahme und belegen dann auch eine Adresse.
Die Leitungsstruktur innerhalb jeder Linie muss folgenden Regeln entsprechen:
1. die Gesamtlänge der verlegten Leitung darf 1000 m nicht überschreiten
2. jeder Teilnehmer darf nicht mehr als 350 m Leitungslänge von einer Spannungsversorgung entfernt sein
3. Teilnehmer dürfen nicht mehr als 700 m Leitungslänge voneinander entfernt liegen
4. die Verkabelung darf als Stern- oder Baumstruktur sowie Linienstruktur (Daisy-Chain) ausgeführt werden, jedoch ist eine geschlossene Ringleitung verboten

### Logische Struktur
Zusammengehörige Aktoren und Sensoren werden mit einer sogenannten Gruppenadresse verbunden, die einfach einprogrammiert werden kann. Dadurch ergibt sich die Möglichkeit, die Zusammengehörigkeit von zum Beispiel Schaltern und Lampen jederzeit zu ändern, ohne neue Leitungen verlegen zu müssen.
Die Kommunikation der Geräte erfolgt mit standardisierten Befehlen. So ist sichergestellt, dass Geräte verschiedener Hersteller zusammenarbeiten. Damit wurde erstmals ein einheitlicher Standard geschaffen, der offen ist für alle Hersteller von Elektrogeräten bzw. Steuerkomponenten. Mittlerweile wurden weltweit mehrere hunderttausend Gebäude mit einer KNX-Anlage ausgestattet. Entsprechend groß ist auch die Vielfalt der Steuergeräte der verschiedenen Hersteller.
KNX ist ein offener Standard, d. h. jeder Hersteller/Entwickler hat vollen Zugriff auf alle notwendigen technischen Informationen, die er für die Weiterentwicklung benötigt. Allerdings erfordert dies die beitragspflichtige Mitgliedschaft in der Vereinigung KNX Association. Daher wird kritisiert, dass dies kein wirklich offener Standard sei, da durch die Mitgliedschaft grundsätzlich Kosten entstehen. Erst wenn diese Mitgliedschaft auch kostenfrei ist, könne von einem „offenen Standard“ die Rede sein. Hierbei wird aber verkannt, dass dies ein üblicher und gerade für kleinere Unternehmen sehr günstiger Weg ist, die notwendigen Patentrechte zu erhalten.

### Steuerung und Programmierung
Die Programmierung der Teilnehmer und das Zuweisen der Gruppenadressen erfolgt mit einer speziellen, jedoch ebenfalls standardisierten Software, der Engineering-Tool-Software (ETS). Die ETS wird von der Dachorganisation KNX Association bereitgestellt und sichert die problemlose Zusammenarbeit von Komponenten verschiedener Hersteller (mittlerweile über 358 Hersteller weltweit). Die ETS ist eine lizenzrechtlich geschützte Software, welche von der KNX-Association vertrieben wird. Zur Inbetriebnahme einer KNX-Installation ist auf jeden Fall eine ETS-Installation nötig. Die verfügbaren Versionen unterscheiden sich durch die Anzahl der steuerbaren Geräte und damit auch in ihrem Preis: Demo (5 KNX-Geräte, kostenlos), Lite (20 KNX-Geräte, 200 €), Home (64 KNX-Geräte, 350 €), Professional (unbegrenzt, 1000 €)
Der KNX-Standard wurde mittlerweile auch von den USA und vielen asiatischen Ländern für den Hausbau übernommen.
Alle größeren Hersteller von Elektroinstallationsprodukten sowie Heizungsausrüster bieten mittlerweile KNX-kompatible Geräte an.
Als Nachfolger für EIB wurde der KNX-Standard im Jahre 2002 von der (damals benannten) Konnex Association nach der Norm EN50090 weiter entwickelt. KNX ist abwärtskompatibel zum EIB, sodass bestehende EIB-Anlagen mit KNX-Feldmodulen erweiterbar sind.

### Paket-Struktur
| Octet 0      | 1            | 2            | 3           | 4           | 5   | 6    | 6    | 7    | 7            | 8     | …     | N-1   | N<=22      |
| ------------ | ------------ | ------------ | ----------- | ----------- | --- | ---- | ---- | ---- | ------------ | ----- | ----- | ----- | ---------- |
| Kontrollbyte | Quelladresse | Quelladresse | Zieladresse | Zieladresse | DRL | TPCI | APCI | APCI | Daten / APCI | Daten | Daten | Daten | Checksumme |

Das Kontrollbyte bestimmt die Paket-Priorität und unterscheidet zwischen einem Standard- und einem erweiterten Paket:
| 7 | 6 | 5 | 4 | 3  | 2  | 1 | 0 |
| - | - | - | - | -- | -- | - | - |
| 1 | 0 | R | 1 | p1 | p0 | 0 | 0 |

Das Wiederholungsbit R ist beim erstmaligen Senden des Paketes 1, bei einer Wiederholung 0, so dass Teilnehmer, die das Paket bereits korrekt empfangen haben, die Wiederholung ignorieren können.
Die Prioritäts-Level sind auf die Bits aufgeteilt:
| p1 | p0 | Bedeutung         |
| -- | -- | ----------------- |
| 0  | 0  | Systemfunktion    |
| 1  | 0  | Alarmfunktion     |
| 0  | 1  | hohe Priorität    |
| 1  | 1  | normale Priorität |

Die Quelladresse (typische Schreibweise <Bereich>.<Linie>.<Teilnehmer>) besteht aus zwei Byte, wobei zuerst das MSB übertragen wird:
| 7       | 6       | 5       | 4       | 3     | 2     | 1     | 0     | 7          | 6          | 5          | 4          | 3          | 2          | 1          | 0          |
| B3      | B2      | B1      | B0      | L3    | L2    | L1    | L0    | T7         | T6         | T5         | T4         | T3         | T2         | T1         | T0         |
| Bereich | Bereich | Bereich | Bereich | Linie | Linie | Linie | Linie | Teilnehmer | Teilnehmer | Teilnehmer | Teilnehmer | Teilnehmer | Teilnehmer | Teilnehmer | Teilnehmer |

Die Zieladresse adressiert entweder einen individuellen Empfänger (uni-cast) oder eine Gruppe (multi-cast; typische Schreibweise: <Hauptgruppe>/<Mittelgruppe>/<Untergruppe>); der Typ der Ziel-Adresse wird im DRL-Byte gesetzt. Bei einer physischen Adresse entspricht die Kodierung der Quelladresse. Eine Gruppenadresse wird anders kodiert:
| 7 | 6           | 5           | 4           | 3           | 2            | 1            | 0            | 7           | 6           | 5           | 4           | 3           | 2           | 1           | 0           |
| 0 | H3          | H2          | H1          | H0          | M2           | M1           | M0           | U7          | U6          | U5          | U4          | U3          | U2          | U1          | U0          |
|   | Hauptgruppe | Hauptgruppe | Hauptgruppe | Hauptgruppe | Mittelgruppe | Mittelgruppe | Mittelgruppe | Untergruppe | Untergruppe | Untergruppe | Untergruppe | Untergruppe | Untergruppe | Untergruppe | Untergruppe |

Der Aufbau des DRL-Bytes (von Destination-adress-flag, Routing-counter, Length) ist
| 7 | 6  | 5  | 4  | 3  | 2  | 1  | 0  |
| D | R2 | R1 | R0 | L3 | L2 | L1 | L0 |

| D | Zieladresse       |
| - | ----------------- |
| 0 | physische Adresse |
| 1 | Gruppenadresse    |

Der Routing-Zähler R0..R2 wird mit 6 initialisiert und von jedem Linien- und Bereichskoppler dekrementiert. Ein Paket mit dem Wert 0 wird verworfen. Ein Wert von 7 verhindert eine Dekrementierung und lässt das Paket beliebig oft weiterleiten. Die Bits L0..L3 geben die Länge der folgenden Nutzdaten minus zwei an, d. h. eine Länge=0 entspricht 2 Bytes, Länge=15 entspricht 17 Bytes.
Die Transport Layer Protocol Control Information (TPCI) beschreibt die Kommunikation auf dem Transport Layer, z. B. um eine Point-to-Point-Verbindung aufzubauen. Die Application Layer Protocol Control Information (APCI) sind für die Application Layer Services (Lesen, Schreiben, Antwort, …) zuständig.
Eine mögliche Variante der Nutzdaten ist die standardisierte Kommunikation nach DPT (Datenpunkttyp), früher EIS (EIB Interworking Standard). Hierbei gibt es verschiedene DPT und EIS-Formate:
| DPT 1     | EIS 1  | Schalten                                         |
| DPT 3     | EIS 2  | Dimmen                                           |
| DPT 10    | EIS 3  | Uhrzeit                                          |
| DPT 11    | EIS 4  | Datum                                            |
| DPT 9     | EIS 5  | Wert, Gleitkommazahl 16 Bit, proprietäres Format |
| DPT 5     | EIS 6  | Relativwert, 0 … 100 %                           |
| DPT 1     | EIS 7  | Antriebssteuerung                                |
| DPT 2     | EIS 8  | Zwangssteuerung                                  |
| DPT 14    | EIS 9  | Gleitkommazahl, 32 Bit, IEEE 754 single          |
| DPT 7/8   | EIS 10 | 16-Bit-Wert                                      |
| DPT 12/13 | EIS 11 | 32-Bit-Wert                                      |
| DPT 15    | EIS 12 | Zugangskontrolle                                 |
| DPT 4     | EIS 13 | ASCII-Zeichen                                    |
| DPT 5/6   | EIS 14 | 8-Bit-Wert                                       |
| DPT 16    | EIS 15 | Zeichenkette                                     |

Die Checksumme ist eine invertierte, bitweise XOR-Verknüpfung aller vorher gesendeter Bytes des Paketes.
Bei einem Long Frame sind sogar N>255 Octets möglich.

## Software-Frameworks

### Plattformübergreifend
- OSGi – Middleware-Standard (Java-Framework) für die Einbindung von EHS/CHAIN, EIB, Konnex, LON etc. in Service-Gateways
- openHAB – Java/OSGi-basierte Integrationsplattform zur Nutzung und Vernetzung von KNX mit anderen Protokollen wie HomeMatic, 1-Wire etc.[8]
- MisterHouse – Perl-basierendes Framework zur Heimautomatisierung (EIB, X10 etc.)[9]
- ioBroker – Node.js-basierte IoT-Plattform zur Vernetzung zwischen verschiedenen Protokollen und IoT-Systemen mit einem KNX System.[10]
- SmartHomeNG – Open Source System, welches als Metagateway zwischen verschiedenen „Dingen“ fungiert. Die Programmierung von Logiken erfolgt in der Programmiersprache Python.
- OpenEMS – Open Source Energiemanagement System zur aktiven Lastflußsteuerrung, Optimierung und Prognose. Implementiert auf Basis von embedded JAVA.
- Home Assistant – Python-basierte, kostenfreie und quelloffene Software zur Gebäudeautomatisierung mit Schwerpunkt auf lokaler Steuerung und Privatsphäre.[11]
- FHEM – Perl-basierte, kostenfreie und quelloffene Software zur Gebäudeautomatisierung, dessen Akronym für Freundliche Hausautomation und Energie-Messung steht.[12]

### Windows
In den 1990er Jahren wurde OPC (OLE for Process Control) als standardisierte Software-Schnittstelle für die Windows-Plattform entwickelt, um die Integration verschiedener, bis dahin meist herstellerabhängiger und somit proprietärer Automatisierungsbusse in einem System zu erleichtern. Ursprünglich in der industriellen Automatisierung beheimatet, zeichnete sich rasch die Möglichkeit ab, durch OPC interdisziplinär mit anderen Bereichen – wie eben zum Beispiel der Gebäude-Automatisierung – wirken zu können.
Mit dem OPC-Server kam 1998 folgerichtig das Software-Werkzeug auf den Markt, durch das die Einbindung des EIB (KNX) in hybride Automatisierungssysteme stark vereinfacht wurde. So lassen sich Softwarelösungen erstellen, die klassische Gebäudefunktionen z. B. der Heizungs- und Beleuchtungssteuerung einer Produktionsstätte mittels EIB sowie die Visualisierung und Automation des industriellen Produktionsprozesses über andere Bussysteme homogen zusammenführen. Auch die Koppelung verschiedener Gebäudebusse, wie EIB und LON, zu einem integrierten Managementsystem ist durch die vorhandenen OPC-Server für KNX und LON leicht möglich.

### Linux
Der KNX-Daemon eibd und sein Fork knxd bieten eine Schnittstelle zum EIB/KNX-Bus unter Linux.

## Varianten von KNX-Netzen
- Kabelgeführtes KNX: Die Architektur ist bedingt vergleichbar mit einem Ethernet. Die Übertragung entspricht UART mit RZ-Kodierung der Nullen bei 50 % der Bitzeit.
  - Typ TP-0: Übertragung mit 2400 Baud. Diese Variante entstammt dem BatiBUS Standard.
  - Typ TP-1: Übertragung mit 9600 Baud. Diese Variante entstammt dem EIB Standard.
- Powerline, auch Powernet genannt (Die phasengekoppelten Stromleitungen dienen als Netzmedium; somit sind keine separaten Busleitungen nötig.). Der letzte verbliebene Anbieter hat die Produktreihe Ende 2015 abgekündigt.
  - Typ PL-110: Übertragung mit 1200 Baud auf 110 kHz. Diese Variante entstammt dem EIB-Standard.
  - Typ PL-132: Übertragung mit 2400 Baud auf 132 kHz. Diese Variante entstammt dem EHS-Standard.
- KNX-RF, Funkübertragung auf 868 MHz (hierbei werden die Komponenten über Funk angesteuert).
  - Typ RF 1.1: Easy Mode.
  - Typ RF 1.Ready: System Mode. (von MDT als RF+ bezeichnet)
  - Typ RF 1.Multi Fast: Verwendung mehrerer Kanäle und Einführung einer Sendebestätigung (Fast Acks)
  - Typ RF 1.Multi SLE: Slow-Kanäle für batteriebetriebene Geräte.
- KNX IP, in älteren Publikationen auch KNXnet genannt. Verknüpfung der zuvor genannten KNX-Netzarten mit LAN. Die Gebäudeautomation kommuniziert teilweise über ein Computernetz (Ethernet).

## Vernetzte Hausgeräte
Die Renaissance der KNX-Ansätze reflektiert den Trend bei der Weißen Ware in Richtung „vernetzte Hausgeräte“. Dieser führt derzeit meist über Powerline-Lösungen, wo sich das vom europäischen Dachverband der Haushaltsgerätehersteller CECED favorisierte EHS klar als herstellerübergreifender Standard durchgesetzt hat.
Im Hinblick auf EHS liegt der Fokus weniger auf der Sensor-/Aktor-Technik, als auf den spezifizierten Protokoll-Frames („Objekten“), mit denen die Ansteuerung der einzelnen Funktionen von Hausgeräten realisiert wird.